# Milenko Ačimovič
Milenko „Mile” Ačimovič (pronunțat în Aćimović[atɕǐːmoʋitɕ]; n. 15 februarie 1977) este un fost fotbalist sloven care a jucat ultima oară pentru Austria Viena ca mijlocaș. La 15 septembrie 2010, Ačimovič și-a încheiat cariera de fotbal în urma unei accidentări la genunchi.

## Cariera
Născut din părinții sârbi din Ljubljana, Ačimovič și-a început cariera la echipele de tineret ale lui Železničar Ljubljana. El a jucat patru meciuri pentru echipa lui Železničar la vârsta de 18 ani. Din 1996 până în 1998 a marcat șapte goluri în 36 de meciuri pentru Olimpija. A ajuns apoi la Steaua Roșie Belgrad, unde a jucat timp de patru ani și jumătate. După mai multe meciuri bune jucate pentru echipa națională a Sloveniei la Euro 2000 și la Campionatul Mondial din 2002, mai multe cluburi europene mai mari și-au exprimat interesul pentru el. În vara lui 2002, a ajuns laTottenham Hotspur, unde a fost mai mult rezervă.
În ianuarie 2004, el s-a alăturat clubului francez Lille, unde a fost împrumutat până la sfârșitul sezonului. Când a sosit, clubul se afla pe locul 14 în Ligue 1, dar Ačimovič și-a ajutat echipa să termine pe locul al doilea, suficient pentru a se califica pentru Liga Campionilor. În anul următor, a jucat în a treia rundă de calificare a Ligii Campionilor, când Lille a ajuns în grupele ligii, cu Ačimovič marcând singurul gol al lui Lille în grupe în meciul cu Manchester United câștigat cu 1-0 de Lille la Paris.

## La națională
Și-a anunțat retragerea din fotbalul internațional în luna august.